# Tengo sueños eléctricos
Pour plus de détails, voir Fiche technique et Distribution.
Tengo sueños eléctricos est un film dramatique de récit initiatique en langue espagnole sorti en 2022, réalisé par Valentina Maurel, avec Reinaldo Amien Gutiérrez, Daniela Marín Navarro, Vivian Rodriguez, Adriana Castro García et Jose Pablo Segreda Johanning. Le film produit par Grégoire Debailly et Benoit Roland est une coproduction du Costa Rica, de la Belgique et de la France.
L'histoire raconte le parcours d'Eva, 16 ans, qui vit avec sa mère, sa petite sœur et leur chat. Elle souhaite retourner vivre chez son père, qui traverse alors une seconde crise d'adolescence. 
Le film est diffusé au 75e Festival du film de Locarno le 8 août 2022, où il a remporté le Léopard de la meilleure réalisation, le Léopard de la meilleure interprétation féminine et le Léopard du meilleur acteur.

## Fiche technique
- Titre original : Tengo sueños eléctricos
- Réalisation et scénario : Valentina Maurel
- Scénario : Valentina Maurel
- Photographie : Nicolas Wong Andres Diaz
- Montage : Bertrand Conard
- Costumes : Mauricio Esquivel
- Sociétés de production : Wrong Men, Geko Films
- Société de distribution : Cinéart
- Pays : Belgique, France, Costa Rica
- Langue : espagnol
- Durée : 101 minutes
- Dates de sortie :
  - France : 8 mars 2023
  - Belgique : 3 mai 2023

## Distribution
- Reinaldo Amien Gutiérrez : Martín
- Daniela Marín Navarro : Eva
- Vivian Rodriguez : Anca
- Adriana Castro García : Sol
- Sarah Lefevre
- José Pablo Segreda Johanning